# Polystachya humbertii
Polystachya humbertii är en orkidéart som beskrevs av Joseph Marie Henry Alfred Perrier de la Bâthie. Polystachya humbertii ingår i släktet Polystachya och familjen orkidéer.
Artens utbredningsområde är Madagaskar. Inga underarter finns listade i Catalogue of Life.